# Lippisch P.13a
Lippisch P.13a byl projekt experimentálního záchytného stíhače poháněný náporovým motorem s křídly ve tvaru delta navržený koncem roku 1944 Dr. Alexanderem Lippischem pro nacistické Německo. Pro start měl sloužit přídavný raketový motor na kapalné palivo. Letoun nikdy neopustil rýsovací prkna, ale testování modelu v aerodynamickém tunelu DVL ukázal, že návrh měl mimořádnou stabilitu do 2,6 Machu.

## Návrh a vývoj
Pro zjištění letových charakteristik letounu P.13a v oblasti nízkých rychlostí byl navržen zkušební kluzák s deltakřídlem Lippisch DM-1. Projekt tohoto kluzáku vznikl pod dohledem profesora Lippische na leteckých katedrách universit v Darmstadtu a Mnichově. Po bombardování těchto univerzit studenti přešli do Prienu, kde v listopadu 1944 dokončili úvodní projekční práce na DM-1. Nedokončený celodřevěný prototyp DM-1 s příďovým zatažitelným podvozkem ukořistili na konci II. světové války Američané. Pod jejich dohledem byl kluzák v Prienu dokončen a zalétán. Jako vlečný letoun se používal Douglas C-47. Následující zkoušky pak probíhaly v USA.
V rámci programu P.13a měly být postaveny zkušební stroje DM-2 pro zkoušky při rychlostech od 800 do 1200 km/h s proudovým motorem a raketový DM-3, který měl dosahovat rychlosti 2000 km/h. Plánovala se také stavba výškového zkušebního letounu DM-4 pro rychlost M = 2.
Po válce Lippisch, pracující s americkým výrobcem letadel Convair, na základě svých návrhů vyvinul a testoval XF-92, které vedlo k návrhu Convair F-102 Delta Dagger a jeho nástupce Convair F-106 Delta Dart.

## Specifikace (DM-1)

### Technické údaje
- Posádka: 1
- Rozpětí: 5,92 m
- Délka: 6,60 m
- Výška: 3,18 m
- Hmotnost prázdného letounu: 297 kg
- Vzletová hmotnost: 460 kg

### Výkony
- Maximální rychlost v klouzavém letu: 560 km/h
- Přistávací rychlost: 72 km/h
- Obvyklá výška odpoutání: 8000 m